# Cudžiova–Wilkinsonova dekarbonylace
Cudžiova–Wilkinsonova dekarbonylace je organická reakce sloužící k dekarbonylaci aldehydů a některých acylchloridů. Objevila ji skupina chemiků, kterou vedl Džiró Cudži, první popsaný příklad využíval Wilkinsonův katalyzátor (RhCl(PPh3)3):
RC(O)X + RhCl(PPh3)3 → RX + RhCl(CO)(PPh3)2 + PPh3
Dekarbonylaci lze katalyzovat více různými komplexy přechodných kovů, ovšem jako nejúčinnější se ukázal Wilkinsonův katalyzátor.

## Mechanismus
Při této reakci se namísto volného oxidu uhelnatého vytvoří karbonyl rhodia.
Katalytický cyklus zahrnuje oxidační adici aldehydu nebo acylchloridu za tvorby 16elektronového acylovaného rhoditého hydridového meziproduktu, na který se naváže CO a vytvoří se 18elektronový d6 rhoditý karbonyl. Redukční eliminací poté vznikne dekarbonylovaný produkt. V katalytické variantě reakce za teplot nad 200 °C uvolňuje RhCl(CO)(PPh3)2 CO a tím obnovuje RhCl(PPh3)n - bez této obnovy by se reakce vytvořením tohoto termodynamicky stabilního komplexu zastavila.

## Využití
Cudžiova–Wilkinsonova dekarbonylace probíhá za mírných podmínek a vykazuje vysokou stereospecifičnost. Kromě alifatických, aromatických a α,β-nenasycených aldehydů lze použít i acylnitrily a 1,2-diketony.
Příkladem využití může být tvorba jádra molekuly sloučeniny FR-900482:
Cudžiova–Wilkinsonova dekarbonylace byla použita v předposledním kroku syntézy (–)-presilfiperfolan-8-olu. Syntéza z komerčně dostupné výchozí látky vyžadovala provedení 13 dílčích kroků a bylo připraveno přibližně 15 mg [(–)-presilfiperfolan-8-ol]u se spektrálními vlastnostmi a optickou otáčivostí odpovídající látce získané z přírodních zdrojů.

## Vývoj katalytické Cudžiovy–Wilkinsonovy dekarbonylace uskutečnitelné za nízkých teplot
Cudžiova–Wilkinsonova dekarbonylace je stechiometrická a vytvořený chlorid karbonylu bis(trifenylfosfin)rhodia nelze snadno převést na sloučeninu neobsahující CO. Při teplotách nad 200 °C se z RhCl(CO)(PPh3)2 odštěpuje oxid uhelnatý, ale takto vysoké teploty bývají nevýhodné. Ideální Cudžiova–Wilkinsonova dekarbonylace by měla probíhat katalyticky za pokojové teploty. 
Reakci se podařilo provést za nízké teploty jako dvoufázový proces v kapalině a plynu, kde jako plynný nosič sloužil N2.
Významné pokroky byly dosaženy pomocí kationtových komplexů rhodia spojených s chelatujícími bisfosfiny.